# Evan Jager
Pour les articles homonymes, voir Jager.
Evan Reese Jager (né le 8 mars 1989 à Algonquin) est un athlète américain, spécialiste du 3 000 mètres steeple et détenteur du record d'Amérique du Nord, d'Amérique centrale et des Caraïbes.

## Biographie
Huitième du 1 500 mètres lors des championnats du monde juniors de 2008, il participe aux championnats du monde 2009, à Berlin, où il s'incline dès les séries du 5 000 mètres. 

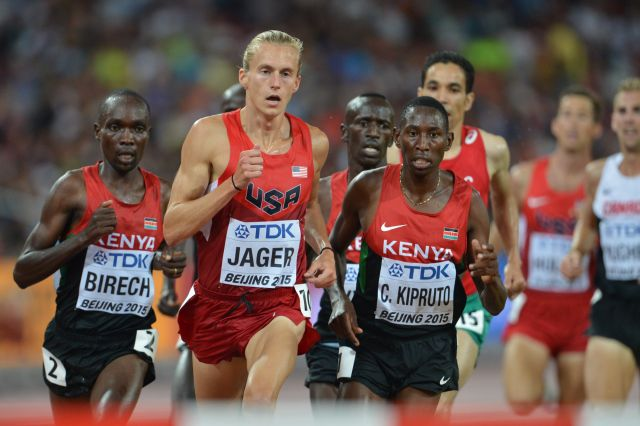
Evan Jager lors des mondiaux de 2015.

Il se spécialise sur 3 000 m steeple en 2012 et remporte en juin à Eugene les championnats des États-Unis faisant également office de sélections olympiques, en 8 min 17 s 40. En juillet 2012, lors du meeting Herculis de Monaco, il établit un nouveau record d'Amérique du Nord, d'Amérique centrale et des Caraïbes en 8 min 6 s 81. Aux Jeux olympiques de Londres, il termine sixième de la finale dans le temps de 8 min 23 s 87.
En 2013, Evan Jager remporte son deuxième titre de champion des États-Unis, à Des Moines, et se qualifie pour les championnats du monde de Moscou où il termine sixième de la finale en 8 min 8 s 67.
Vainqueur en 2014 des championnats des États-Unis, il établit un nouveau record continental en septembre 2014 lors du Mémorial Van Damme de Bruxelles en 8 min 4 s 71, terminant derrière le Kényan Jairus Birech et le Français Mahiedine Mekhissi-Benabbad. Sélectionné dans l'équipe des Amériques lors de la deuxième coupe continentale, à Marrakech, il se classe deuxième de l'épreuve, battu une nouvelle fois par Jairus Birech.
Il décroche son quatrième titre national consécutif sur le steeple à l'occasion des championnats des États-Unis 2015, à Eugene. Début juillet, lors du meeting Areva de Saint-Denis, Evan Jager chute au passage de la dernière barrière alors qu'il était seul en tête de la course avec 2 secondes d'avance. Dépassé par Jairus Birech dans les derniers mètres et qui gagne la course en 7 min 58 s 83, il améliore néanmoins son propre record d'Amérique du Nord, d'Amérique centrale et des Caraïbes en terminant deuxième de la course en 8 min 0 s 45. Sans sa chute, il aurait réalisé ce jour-là une des meilleures performances mondiales de tous les temps à environ 2 secondes du record du monde.
Le 17 août 2016, Evan Jager devient vice-champion olympique du 3 000 m steeple à l'occasion de la finale des Jeux olympiques de Rio en 8 min 04 s 28, temps inférieur au précédent record olympique (8 min 06) mais est tout de même battu par le Kenyan Conseslus Kipruto.
Le 8 août 2017, il se classe troisième de la finale du 3 000 m steeple des championnats du monde de Londres en 8 min 15 s 53 derrière le Marocain Soufiane El Bakkali et le champion olympique kényan Conseslus Kipruto. Il devient ainsi le premier Américain à décrocher une médaille sur cette distance aux championnats du monde. 
En 2018, il réalise le deuxième meilleur temps de sa carrière sur 3 000 m steeple lors du meeting de Monaco le 20 juillet avec un chrono en 8 min 01 s 02. Il termine également troisième des finales de la Ligue de Diamant organisées à Zurich, encore une fois battu par Kipruto et El Bakkali. 
En juillet 2019, il doit déclarer forfait pour le 3 000 m steeple des championnats des Etats-Unis à cause d'une blessure à un pied, alors qu'il détenait le titre national depuis 2012. Il connait une saison blanche et ne participe pas aux championnats du monde de Doha qui ont lieu à l'automne 2019. 

## Palmarès

### International
| Date | Compétition           | Lieu             | Résultat | Temps         |
| ---- | --------------------- | ---------------- | -------- | ------------- |
| 2012 | Jeux olympiques       | Londres          | 6e       | 8 min 23 s 87 |
| 2013 | Championnats du monde | Moscou           | 5e       | 8 min 8 s 67  |
| 2014 | Coupe continentale    | Marrakech        | 2e       | 8 min 14 s 08 |
| 2014 | Ligue de diamant      | Ligue de diamant | 3e       | détails       |
| 2015 | Championnats du monde | Pékin            | 6e       | 8 min 15 s 47 |
| 2016 | Jeux olympiques       | Rio de Janeiro   | 2e       | 8 min 4 s 28  |
| 2017 | Championnats du monde | Londres          | 3e       | 8 min 15 s 53 |
| 2017 | Ligue de diamant      | Ligue de diamant | 3e       | 8 min 11 s 71 |
| 2018 | Ligue de diamant      | Ligue de diamant | 3e       | 8 min 13 s 22 |
| 2022 | Championnats du monde | Eugene           | 6e       | 8 min 29 s 08 |
| 2022 | Championnats NACAC    | Freeport         | 1er      | 8 min 22 s 55 |

### National
- Championnats des États-Unis :
  - vainqueur du 3 000 m steeple en 2012, 2013, 2014, 2015, 2016 et 2017

### Records
| Épreuve   | Épreuve         | Performance       | Lieu            | Date             |
| --------- | --------------- | ----------------- | --------------- | ---------------- |
| Plein air | 1 500 m         | 3 min 32 s 97     | Portland        | 14 juin 2015     |
| Plein air | Mile            | 3 min 53 s 33     | Eugene          | 31 mai 2014      |
| Plein air | 3 000 m         | 7 min 35 s 16     | Stockholm       | 17 août 2012     |
| Plein air | 3 000 m steeple | 8 min 0 s 45 (AR) | Saint-Denis     | 4 juillet 2015   |
| Plein air | 5 000 m         | 13 min 2 s 40     | Bruxelles       | 6 septembre 2013 |
| Salle     |                 |                   |                 |                  |
| 1 500 m   | 3 min 40 s 88   | New York          | 14 février 2015 |                  |
| Mile      | 3 min 55 s 25   | New York          | 14 février 2015 |                  |
| 3 000 m   | 7 min 39 s 98   | New York          | 16 février 2013 |                  |
| 5 000 m   | 13 min 33 s 37  | New York          | 1 mars 2013     |                  |